# Terje Rollem
Terje Rollem eigentlich Terje Rolld Martinsen (* 16. September 1915 in Bærum, Akershus; † 4. April 1993 in Lillehammer, Oppland) war während des Zweiten Weltkrieges im besetzten Norwegen in leitender Funktion in der norwegischen Widerstandsgruppe Milorg tätig und nach dem Krieg Offizier in den Norwegischen Streitkräften im Rang eines Obersts.

## Karriere
Rollem hatte in Dänemark das Gymnasium besucht und in der Kavaleriets Befalsskole, der norwegischen Kavallerieschule 1934 seine militärische Laufbahn begonnen. Am 9. April 1940 nahm er mit anderen Angehörigen des 2. norwegischen Dragonerregiments an Kämpfen im Gudbrandstal und Åndalsnes teil. Nach 1941 war er insgeheim im Milorg, der wichtigsten militärischen Widerstandsorganisation in Norwegen, und offiziell als Techniker in einer Industriefirma tätig. Nach dem Krieg war Rollem in der norwegischen Krigsskolen, wurde 1958–61 Leiter des Stabes des norwegischen Kavaleriinspektørs und leitete ab 1962 als Oberst den Verteidigungsbezirk Nord-Hålogaland. Er war unter anderem zum NATO-Nordkommando im Berg Kolsås abgestellt und betreute ab 1971 bis zur Pensionierung militärische Aspekte bei der norwegischen Straßenbauverwaltung.

## Persönliches
Rollems Eltern hießen Martinsen, der Vater war Buchhalter. Seine Namensänderung erfolgte kriegsbedingt 1944. Er war mit Ellen Marie (“Nusse”) Hansen verheiratet, die Ehe wurde 1978 geschieden.

## Übergabe von Akershus

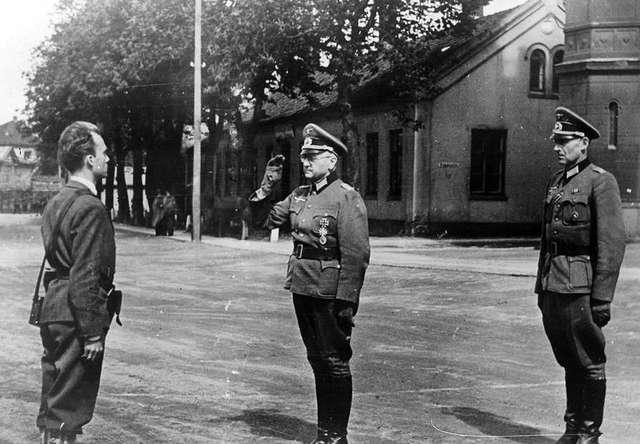
Terje Rollem übernimmt die Festung Akershus vom deutschen Kommandanten Major Josef Nichterlein am 11. Mai 1945

In der Nacht zum 8. Mai 1945 vernahm der Milorg von der deutschen Kapitulation. Rollem war für die Mobilisierung seines Trupps zuständig und bei der Übernahme Oslos eingesetzt. 

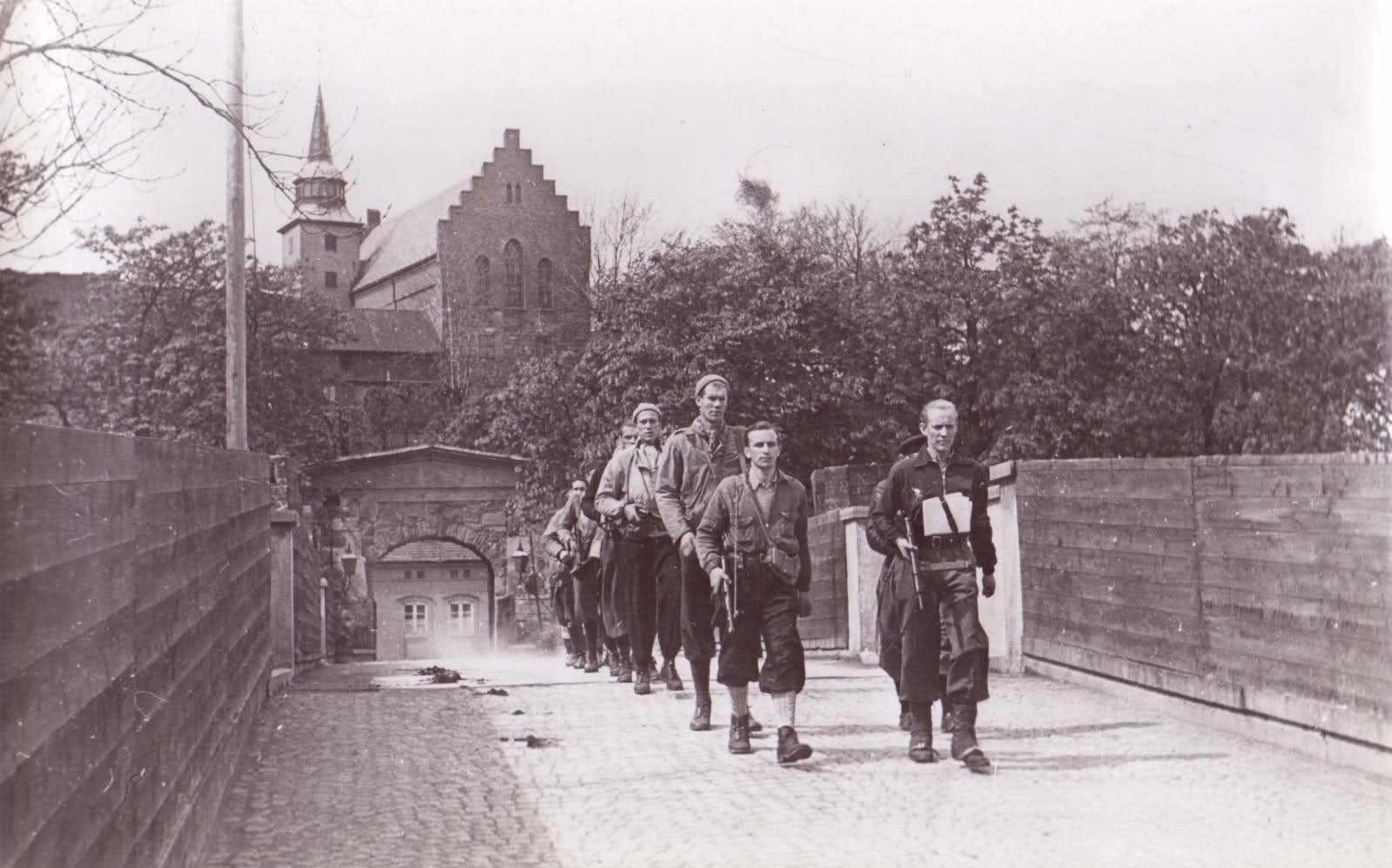
Truppen des Milorgs in improvisierter Uniform nach Übergabe der Festung Akershus

Landesweit bekannt wurde Rollem wegen seiner Mitwirkung an der am 11. Mai 1945 erfolgten Übergabe der Festung Akershus in Oslo. Die von Johannes Stage gemachte Fotografie des Ereignisses ist eine nationale Ikone Norwegens, Drucke und Abzüge waren in der Nachkriegszeit und später in vielen norwegischen Privatwohnungen präsent. Das Bild wurde 1995 auch als Briefmarkenmotiv zum fünfzigjährigen Jubiläum der Befreiung herausgegeben.
Während der deutsche Major und Festungskommandeur Josef Nichterlein und sein Adjutant Johannes Hamel in korrekter Uniform, behandschuht und mit Orden zur Übergabe antreten, nimmt Rollem diese ohne Mütze, bekleidet mit gestrickten Trachtengamaschen, Knickerbockern und einer zivilen Jacke entgegen, was prägend das norwegische Selbstverständnis während der Besatzungszeit darstellt. Viggo Didrichson, Rollems Vorgesetzter stand während der Übergabe neben dem Fotografen.
Rollem erhielt unter anderem eine hohe Klasse der norwegischen Deltagermedalje, einer Auszeichnung für die norwegischen Kriegsteilnehmer auf alliierter Seite.